# Быстряна
Быстряна — река в России, протекает в Шабалинском районе Кировской области. Устье реки находится в 9,7 км по левому берегу реки Шуя. Длина реки составляет 16 км, площадь водосборного бассейна 77,6 км².
Исток реки находится южнее деревни Сенин в 28 км к юго-западу от посёлка Ленинское. Река течёт на запад, затем на северо-запад по ненаселённому лесному массиву.

## Данные водного реестра
По данным государственного водного реестра России относится к Верхневолжскому бассейновому округу, водохозяйственный участок реки — Ветлуга от истока до города Ветлуга, речной подбассейн реки — Волга от впадения Оки до Куйбышевского водохранилища (без бассейна Суры). Речной бассейн реки — (Верхняя) Волга до Куйбышевского водохранилища (без бассейна Оки).
Код объекта в государственном водном реестре — 08010400112110000042254.